# スーシティ (アイオワ州)
スーシティ（英: Sioux City [ˈsuːˈsɪti]）は、アメリカ合衆国アイオワ州の都市。ウッドベリー郡の郡庁所在地である。人口は8万5797人（2020年）。市域の一部はプリマス郡に入っている。市名は「スー族の街」という意味である。スーシティはアイオワ州・ネブラスカ州・サウスダコタ州に跨ったスーシティ都市圏の中核である。
スーシティはミズーリ川の航行可能な上限に位置し、ネブラスカ州のオマハの北144キロメートルに位置している。スーシティとアイオワ州北西部の周辺地域、ネブラスカ州北東部およびサウスダコタ州南東部は、特に地元のメディアからスーランドと呼ばれることがある。
スーシティには、モーニングサイド・カレッジ、ブライアー・クリフ大学、セントルークス・カレッジ および 西アイオワ技術コミュニティカレッジ がある。
2005年、スーシティは「アイオワ州のすばらしい場所」(Iowa Great Places)登録が創設された際、クーンラピッズやクリントンと一緒に最初に指定された一つになった。
2009年3月、スーシティ都市圏は Site Selection Magazine によって、アメリカ合衆国の人口5万人から20万人までの社会の中で、経済発展第1位の地域社会として認められた。スーシティ都市圏は2008年のSite Selection magazine でも同じ位置にランクされた。
州間高速道路29号線はスーシティと周辺部の主要高規格道路である。南のオマハ方面から市に近付き、中心街近くでミズーリ川にそって北西に曲がっている。続いてサウスダコタ州に入り、北に転じてスーフォールズに向かっている。

## 歴史

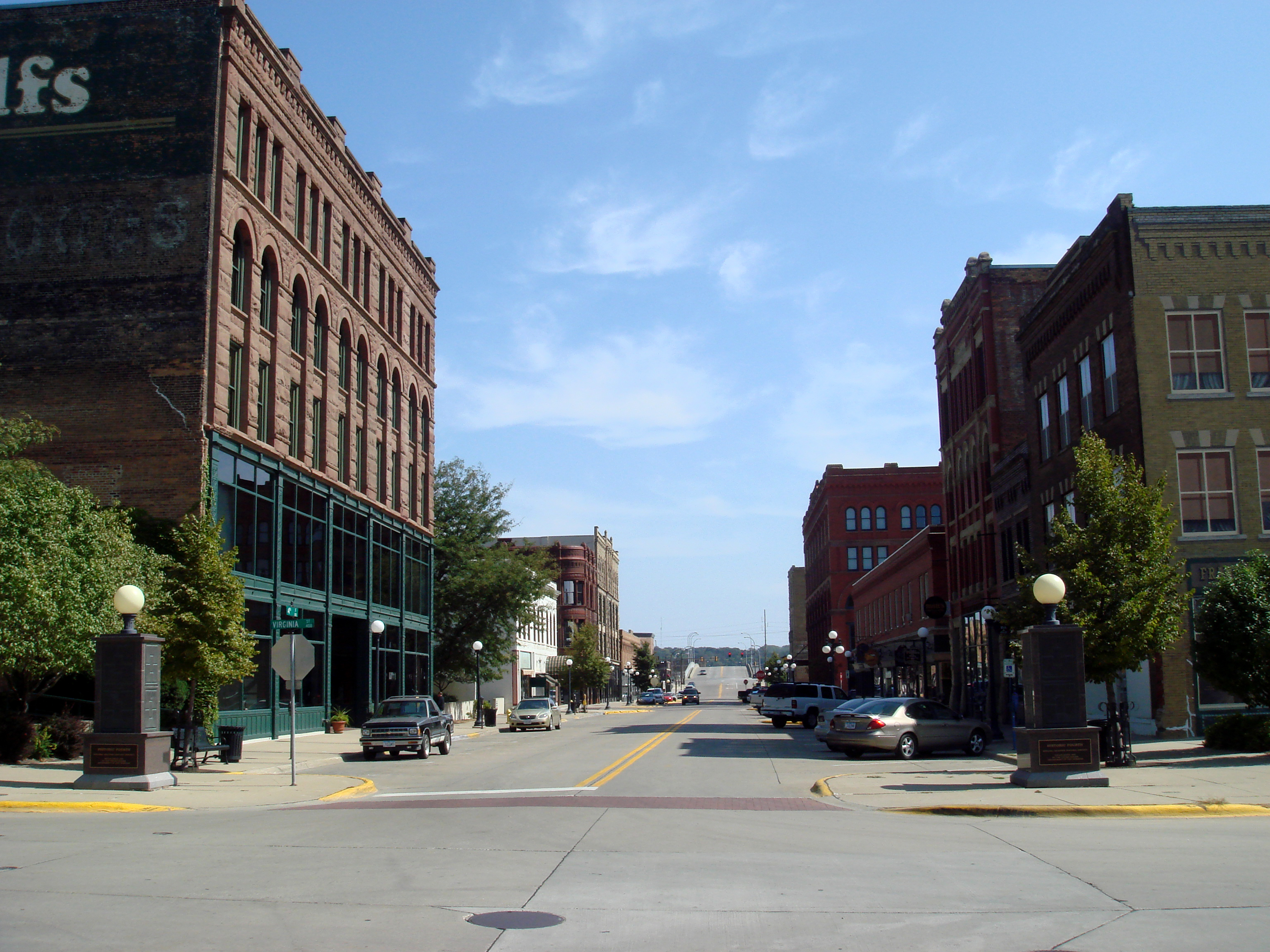
歴史ある中心街の4番街

現在スーシティとなっている地域には、スペインやフランスの探検家が現れるまでの数千年間、インディアン民族が住んでいた。18世紀、スペインやフランスの毛皮罠猟師がミズーリ川に現れるようになった。1803年、トーマス・ジェファーソン大統領のときに、フランスが北アメリカ大陸中央部の広大な地域をアメリカ合衆国に売却した。この「ルイジアナ買収」地域の大半がまだ探検も成されていない土地だった。スーシティが初めて文書に記されたのは、ジェファーソンが科学調査をするために派遣したルイス・クラーク探検隊の報告書にある。1804年、この探検隊はミズーリ川を遡り、スーシティとなる場所近くでキャンプを張った。8月20日、遠征隊員の1人、チャールズ・フロイド軍曹が疝痛で死に、川を見下ろすフロイドの崖に埋葬された。ルイスとクラークの当時、オマハ族インディアンがこの地域から下流に居住し、上流にはヤンクトン・スー族（ダコタ族）がいた。ウィリアム・トンプソン が1848年にフロイズブラフ近くに交易基地を設立し、都市を建設する野望をもっていた。しかしトンプソンの期待が実現することは無かった。さらに上流のフロイド川とビッグスー川の間の開拓者が先に成功した。

### 開拓と設立
フランス系カナダ人の毛皮交易業者セオファイル・ブルギエが、スーシティとなった土地に最初に入った白人開拓者だと考えられている。ある伝説に拠れば、ブルギエは友人であるヤンクトン・スー族のワンブリ・オキサイズ（ウォーイーグル）酋長に高い崖近くで2つの川が合流する肥沃な土地に関する夢を語った。ウォーイーグル酋長はビッグスー川河口近くにそのような土地を知っていると告げた。ブルギエはアメリカ毛皮会社の代理人として、ダコタ準州のピエール砦とミズーリ州のセントルイスの間を何度も旅する間に、既にその場所を通ったことがあった。1849年、ブルギエはまさにその土地に自分の農場を設立した。この農場にはウォーイーグル酋長の家族が使うウィグワムやティピーがあった。ブルギエは東はビッグスー川河口からミズーリ川に沿ってフロイド川近くまでの土地全ての所有権を主張した。1852年、ブルギエは東はペリー・クリークからフロイド川までの土地を ジョセフ・レオーネ に売却した。その頃ブルギエはカウンシルブラフ（当時はケインズビル）の毛皮交易用具商、ジェイムズ・A・ジャクソンに上流に来て交易基地を設立するよう奨励していた。ジャクソンはその義父である ジョン・K・クック博士 に未来の都市としてその地域の可能性を説いた。イギリス生まれでオックスフォード大学で教育を受けた医者であるクックは辺境での測量士に転身していたが、ビッグスー川とフロイド川がミズーリ川に注ぐ土地に大変に感銘を受けた。クックはアメリカ合衆国連邦政府の測量士としての公的役職を活かし、1854年にスーシティという小さな町を設立し、街区や通りを仕切った。中心街となった土地の多くを所有していたジョセフ・レオーネはそれを激しい価格交渉の末に、クック博士に3,000ドルで売却した。それから3年以内に町の人口は400人となり、市制を布いた。

### 19世紀

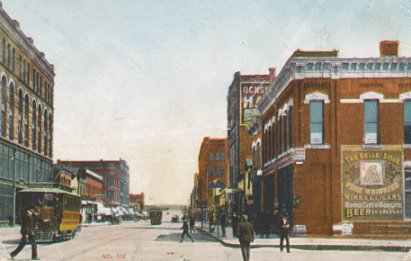
1900年代開始期のスーシティ、4番街から東を臨む

1856年6月にプレファブの家屋や食料を積んだ最初の蒸気船がセントルイスから到着した。
移民の増加に従い、この地に先住するインディアン部族はアメリカ連邦政府によって、遠方の保留地に強制移住させられた。インディアンたちを立ち退かせたあとに、鉄道が1868年に敷かれた。この頃小さな工場が幾つか開設された。1873年、ジェイムズ・ブージ が初めて大規模な食肉加工工場を開設し、1884年に家畜飼育場を開設することに繋がる需要を創設した。およそ1880年から1890年に至る期間はスーシティの発展史でも最も急速で重要な進展が見られた。1880年のスーシティの人口は7,500人だった。1884年に15,514人となり、1886年に22,358人、1887年に30,482人、そして1890年には38,700人にまで膨れた。路面電車、水道、電灯などの改良が行われた、工場、労働者用住宅、食肉加工場、小売店、および鉄道が次第に登場した。市内の建設ブームに高架鉄道 や初期の「摩天楼」が拍車を掛けた。これらの変化は特に小さな開拓地が繁栄する中心都市に変わっていくという全国的に起こっていた成長を写していた。グロバー・クリーブランド大統領が1887年にスーシティを訪問した。
1892年5月、激しい雨がフロイド川の水嵩を増し、泥混じりの破壊的な波が備えのない市中を襲った。少なくとも3,000人が家を失った。家畜飼育場と鉄道の線路が大きな被害を受け、木材置き場は火事になった。アメリカ陸軍工兵司令部に拠れば、溺死した者は25人に上った。
1893年の全国的金融危機により、スーシティの多くの不動産投機家と起業家が莫大な資産を失うことになった。モーニングサイドの開発者で発注者でもあった エドウィン・ピーターズ は資産150万ドルを失い、借金7,000ドルが残っただけと言われた。
1898年、アイオワ州兵の全部隊、すなわち第49、第50、第51、第52歩兵連隊と砲兵隊および騎兵隊は米西戦争のために現役任務として招集された。第49および第50歩兵連隊は南フロリダまで行ったが、キューバまで渡ることは無かった。第51歩兵連隊はフィリピンに送られ現地での戦闘に参戦した。第52歩兵連隊は州内に留まった。

### 20世紀
20世紀が始まった時のスーシティ人口は33,000人だった。

#### 1900年-1910年

##### フロイド記念碑
1900年、ミズーリ川を見晴らす高い崖上に、チャールズ・フロイド軍曹の埋葬地を記す高さ100フィート (30 m) のフロイド記念碑の建設が始まった。フロイドは1804年のルイス・クラーク探検隊でこの地域を探検しているときに、この記念碑近くで死んだ。1901年に完工した記念碑は、後の1960年にアメリカ合衆国内務省によって最初のアメリカ合衆国国定歴史建造物の1つに登録された。

##### ジョン・パース
1900年、スーシティやこの国の他の地域は元スーシティの土地投機家、開発者および後の悪名高い策略家ジョン・パースによって実行された詐欺の犠牲者となった。ジョン・パースは華々しい変化に富んだ人物であり、南北戦争で負傷し勲章を授与された北軍退役軍人でもあり、19世紀に起こったスーシティ勃興の主要な促進者だった。かなり最近まで、スーシティの歴史家達と市民指導者達は、スーシティの特に最も繁華な通りがその名前を冠しているノースサイドの発展に貢献したと思われるその時代に高い評価をしていた。ごく最近の調査によって結局パースは犯罪を見つからずにやってのける大変ずる賢い悪党だということを示した。パースは他の多くの実業家と同様、1893年の金融恐慌で大変な損失を出していた。スーシティの指導的実業家の大半が負債を償還するために真面目に働いて再建を進めている間に、パースはアメリカ合衆国西海岸への移転を実行するために必要な資金を大衆から騙し取る計画を始めていた。1900年、パースはノースサイドにあった邸宅（後にスーシティ博物館になった）を処分するために全国的宝くじ始めた。約4万枚の籤が1枚1ドルで売られた。抽選は1900年クリスマスイブにユニオンの乗客発着場で行われた。最初に当選者はアイオワ州ビントンの宝石商だと宣言された。しかし数日後、当選籤はニューヨークの百万長者ウィリアム・バーバーが持っていることが明らかになった（パースはバーバーに対して大きな負債を負っていた）。パース邸 の概要については、所有権譲渡証書が抽選の9日「前」、バーバーが当選籤を持っていると公に知られた19日前にバーバーに渡っていた。バーバーは直ぐに、コンビネーション・ブリッジを運営している会社が発行する債券と引き換えに、ウィリアム・ゴードンにその邸宅を売却した。パースは確かに派手な存在だったが、西部に向かって旅立つ前に新聞にスーシティに対する感傷的な告別の辞を載せ、おそらくはその地域社会における正直なイメージを確固たるものにするよう仕組んだ。パースは持っている金を掻き集めて、スーシティから永久に消えた。かくしてスーシティはその最も繁華な通りにペテン師に因んだ名前を付け、その邸宅だった所は市立博物館として機能するという怪しげな特徴を持つところとなった。

##### ペルティエの大火
1904年12月23日、スーシティでは4番街とジャクソン通りの南西角にあるペルティエ・デパートの地階で火災が発生し、市でも最大級の惨事となった。デパートの店員が地階のクリスマス玩具展示場でマッチを擦り、これを展示物を照らすガスバーナーに火を点ける時に失火した。マッチの頭が飛んで、雪の吹きだまりを模擬するために使われていた綿布の山に着地した。地階の部屋がトーチのようになり、火は急速に多層階の建物中に拡がった。スーシティ消防局は急速に拡がる高層ビル火災を鎮火させる要員も装備も備えておらず、強風に煽られた火が直ぐに隣接する建物に燃え移った。中心街の2ブロック半が焼き尽くされた。この惨事での死者は1人だけだったが、損害額は数百万ドルに上った。スーシティの事業投資家達は事業の中心地区をほとんど時を移さず再建した。

#### 1911年-1920年

##### アメリカン・ポップコーン会社
1914年、アメリカン・ポップコーン会社が創業され、「ジョリー・タイム」というブランドを使って世界中の卸売および小売り市場にポップコーンを売り出した。

##### ラフ・ビルとヘッジーズ街区の大火
1918年6月29日、4階建てのラフ薬局ビル（4番街とダグラス通りのヘッジーズ街区）が崩壊して最大の人身事故になった。災害当時、作業者が上層階を壊しており、2階の部品を地上階に降ろす準備をしていた。一方、通りに面した所では小売りを続けることが認められていた。建物が突然崩壊し、数多い犠牲者が瓦礫の中に埋もれた。天然ガスの本管が破裂して大火災となり、鎮火までに36時間を要した。当時の市役所の典型的なやり方として、市安全委員会が現場に到着し、消防隊員や救助隊員にウィスキーの瓶を手渡した。「ラフ惨事」と呼ばれることになったこの事故で39人が命を落とした。

#### 1921年-1940年
スーシティは1920年の国勢調査で人口は71,227人に成長し、アメリカ合衆国で99番目の都市になった。1932年と1933年に農夫達が農業生産物価格の低下に抗議して食料の積み出しを妨げるストライキを行い、市内を暫く占拠した。スーシティに本拠を置く州兵第133歩兵連隊が知事によって2週間招集され、アイオワ州チェロキーでストライキの警備にあたった。

##### 汚職スキャンダル
1935年にスーシティで大きなスキャンダルが起こった。これはボルステッド禁酒法が撤廃された2年後にあたり、アイオワ州検事総長やアイオワ州アルコール規制局指導者を含むアイオワ州役人が、賄賂と引き換えに地元スーシティの酒場主人達に「保護」を提供する強要計画を動かしていたという汚職が露見した。その検事総長は逮捕されウッズベリー郡裁判所で裁判に掛かり、有罪が宣告された。アルコールの合法化はつい最近まで組織的な密造酒業者が占有していたその統制を巡って、スーシティの多量のアルコール飲料愛好者から利益を得る機会を手ぐすね引いて待っていた州役人を腐敗させただけのことだった。

#### 1941年-1950年

##### 第二次世界大戦
ヨーロッパの戦線で風雲急を告げた1941年に、LおよびM中隊と榴弾砲中隊（37mm戦車砲）、第133アイオワ歩兵連隊が招集され連邦軍の任務に就いた。この動員のときに第133歩兵連隊はアメリカ第34歩兵師団（レッドブル師団）に編入された。アイオワ州兵は1940年にルイジアナ州のクレイボーンで全アメリカ陸軍操軍演習に参加しており、連邦軍に組み入れられるのでは最初の部隊になった。LおよびM中隊と榴弾砲中隊は全てスーシティの者で編成されており、戦争初期に北アイルランドのロンドンデリーに上陸したとき、ヨーロッパ戦線に派遣された最初のアメリカ軍の中に入っていた。北アイルランドからは航路地中海戦線に移動し、北アフリカで初めて戦闘に参加した。第二次世界大戦におけるドイツに対する地上戦でアメリカ軍初の攻勢では、1943年のチュニジア、カセリーヌ峠でドイツのパンツァーおよび機甲歩兵部隊によって、第34師団が急襲され大変な損害を受けた。この師団の損害は多くの占領捕虜を含め法外なものになった。後に再編成された第34師団はその後イタリア戦線で戦った。

##### 空軍基地
第二次世界大戦初期、アメリカ軍はスーシティ中心街から8マイル (13 km) 南、サージャントブラフに大きな訓練基地を設立した。重爆撃機が離着陸できるように新しく大きな滑走路が整備され、スーシティ陸軍航空部隊基地はB-17重爆撃機の基礎飛行能力訓練のための主要拠点、かつ様々な支援と保守の部隊の本拠となった。ハリウッドの俳優で航空大尉（後に大佐）のジミー・スチュワートは1943年にその大隊とともにスーシティ駐在となり、彼とその乗組員は海外派遣の前に当初B-17能力試験を完遂した。戦争が終わった1946年12月、第185アイオワ航空州兵隊がスーシティに設立された。

##### スウィフト包装工場の爆発
1949年12月14日、スーシティ家畜飼育場と隣接するフロイド川水路の北にある大規模なスウィフト・アンド・カンパニーの包装工場が突然爆発し、スウィフトの従業員21人を殺した。この惨事の原因は十分に確認されることはなかったが、ガス管からの漏れによるものと考えられている。
1950年、スーシティの人口は約84,000人に達した。

#### 1951年-1960年

##### ミズーリ川洪水
1952年春、ミズーリ川の水が堤防を越え、スーシティ中心街を水浸しにした。多くの地域社会も浸水した。スーシティや3州に跨る地域で多くのポリオ症例が報告されたのがこの1952年洪水の後のことだった。ポリオの流行は国内でもこの地域で特にひどく、1950年代後半にワクチンが開発されるまで続いた。

##### フロイド川洪水
1953年6月8日、アイオワ州シェルドン地域に降った車軸を流すような雨が渓谷下流に水の壁を送り出したときに、フロイド川が再度溢れた。14人の生命が失われた。この洪水はフロイド川治水計画を推進する主要因となり、川の直線化や市内での岩を並べた水路や堤防の嵩上げが進められた。洪水の起きやすい "サウスボトムズ" 地区が1962年にこの計画の一環として削り取られた。

#### 1961年-1970年

##### オールアメリカ・シティ
1962年、スーシティは全国都市連盟からオールアメリカ・シティの称号を与えられた。

##### リバーケード
1964年、スーシティ・チェンバーなど指導的市民集団が、スーシティの夏と歴史を祝う1週間の祭り、リバーケードを始めた。この行事はそれ以来ミズーリ川岸で開催されており、公式のパレード、カーニバル、ボート競争、子供達の行事および華やかな舞踏会が行われている。

##### ベトナム戦争
1967年、リンドン・ジョンソン政権の下でベトナム戦争が拡大し、スーシティ海軍予備役訓練センターに本拠を置くアメリカ海軍予備役建設大隊が現役任務に招集され、南ベトナムのダナンに向かう海軍建設大隊2の一部に編入された。これらスーシティの海軍兵はダナン地区での13ヶ月間の任務の間に海軍と海兵隊のために基地を建設する間、何度も敵の狙撃手の銃火や砲火に曝されての作業となった。彼等は勇敢に任務を果たし、損失も出して、栄誉とともにスーシティ建設作業員として平時の仕事に戻った。

##### プエブロ号事件
1968年2月、北朝鮮沿岸でアメリカ海軍調査船が北朝鮮に拿捕されたことに対する直接の反応として、スーシティに本拠を置くアイオワ航空州兵隊第185戦術戦闘機大隊が連邦軍任務に付けられた。この大隊はベトナム共和国（南ベトナム）プーキャット空軍基地に配属となった。この部隊員は12ヶ月の海外派兵期間における戦闘で功績を挙げた。第185大隊は現役任務を解除されてスーシティに戻るまでに、戦死者と行方不明者を出した。
1968年にはまた、スーシティに本拠を置くアイオワ州兵隊第133歩兵連隊の本部と本部付き中隊およびL中隊が警戒任務となり、プエブロ号事件の後ではコロラド州カーソン砦での現役任務に派遣された。アイオワ州兵隊は、第一次世界大戦に従軍した祖父達のように戦闘部隊として海外派兵を切望したが、交代部隊としてベトナムには漸次に派遣された。憲兵を含む州兵の幾らかは韓国に派遣された。ベトナム戦争ではスーシティから出た州兵の少なくとも3名が戦死した。

#### 1971年-1980年

##### 都市再開発
1970年代はスーシティ中心街では2度目のさらに問題の多い都市再開発の10年間だった。スーシティ出身ではない一握りの都市計画スタッフと、この件に関して明らかに利害関係のある市内大規模建設業者の強力な役員の推奨によって、スーシティ市民はこの不運な計画遂行を承認した。しかし、価値ある歴史と考古学あるいは環境影響に関する研究は全体的に欠けており、立ち退きを求められる企業や住民に対する配慮も無かった。この10年間が終わるとき、歴史ある低地4番街地区の大半は破壊し尽くされ、市内には4つの醜い駐車場と多くの空き地、地面に開いた深い穴以外ほとんど何も見るべきものは無かった。一方低地4番街の歴史ある建物は代替できない建築のわずか2ブロックを除いて、すべて永久に消滅した。この地域を再建するためにさらに10年間を要し、予想通り主要で魅力的な契約はスーシティで最大の建設業者に与えられた。

##### 労働争議
1970年代初期にはスーシティで再度労働争議が起こった。ネブラスカ州ダコタシティにあるアイオワ・ビーフ・プロセサーの工場に対して食肉加工労働者の組合と同盟職種別労働組合により数度のストライキが打たれた。何年も続いた不毛の交渉の後で、経営側は組合労働者をロックアウトし、工場敷地内に軽量コンクリートの家から成る仮設の町を造り、メキシコから労働者を輸入した。この行動と同時に起こったゼニス・テレビ製造工場の撤退によって、スーシティの何世代にもわたって主にブルーカラー市民の防衛にかなりの政治的な力を行使してきたウッドベリー郡労働委員会を目覚めさせることになった。アイオワ・ビーフ・プロセサー会社が始めた食肉加工工程の合理化と職種の融合は、スーシティにとって主流となる方法で産業を革新させた。30年間のうちに、スーシティを事実上「建設」してきた産業である食肉加工業はスーシティ市域内からほとんど消滅し、それとともにかってはスーシティに君臨した家畜飼育場もなくなった。コンピュータ製造など「クリーンな」産業がそれに取って代わることになった。このことは市民の文化や態度を変えただけでなく、人口動態も変えた。これは衝撃的な産業の変遷だったが、かっては丈夫で、ストライキが起こりやすく、非熟練ブルーカラーばかりで、労働者寄りの町として事業開発者からは危険視されていた市にとって、この変化は大変健全なことであると大半の住民が同意した。このことは20世紀前半にスーシティで起こった時代を画する幾つかのストライキで、アメリカ全体の多くの基本的労働権を勝ち取った労働団体の功績を無いものにすることではなかった。しかし、アイオワ・ビーフ・プロセサーのような多国籍企業の流入や、ゲートウェイ・コンピュータの設立と急発展は、スーシティをより清潔で暴力の少ない都市に明らかに変革させた会社経営哲学と世界的な視点をもたらすことになった。

#### 1981年-1990年

##### スケールF4の竜巻
1986年7月28日、藤田スケールF4の竜巻がスーシティの真西と南部を襲い、スーシティ空港の南6マイルにあるポートナールの4基ある発電所のうち1つを破壊した。死者は出ず、人口密度の高い地域への直撃も免れた。

##### ユナイテッド航空232便不時着事故
1989年7月19日、飛行中に損傷を負ったユナイテッド航空232便ダグラスDC-10機がスー・ゲートウェイ空港への緊急着陸で横転炎上し、112人が死亡したが、操縦士と乗員の努力で乗客乗員184人は助かった。この空港は常時アイオワ航空州兵隊が駐屯しており、「一次対応」消防隊と約200名の航空保安隊がいて、航空機の尾部を取り囲むトウモロコシ畑で生存者の捜索救出を助けた。さらにスーシティが緊急時のために最近完成したばかりの先進災害訓練を受けた隊員によっても助けられた。この事件は1991年のテレビ映画『不時着 - 232便の救出』で記憶されることとなり、アル・ヘインズ機長はチャールトン・ヘストンが演じた。

##### 再度のオールアメリカ・シティ
1990年、232便事故における市民の救出活動と同情が評価されて、スーシティは再度全国都市連盟からオールアメリカ・シティ表彰を受けた。

#### 1991年-2000年

##### テラ・インターナショナルの爆発事故
1994年12月13日、ポートナールにあるテラ・インターナショナルの硝酸アンモニウム・プラントの爆発により、4人が死亡、18人が負傷した。この爆発により無水アンモニアのガスを空気中に放出し、地面には硝酸が漏れた。この事故でサリックスのような周辺地域で緊急避難が行われた。有毒ガスの雲はスーシティの南に留まっていた。

### 21世紀
2005年、スーシティはクーンラピッズやクリントンの町と共に、「アイオワ州登録絶好の場所」創設時の一つに指定された。

## 地理と気候
スーシティは、北緯42度29分53秒 西経96度23分45秒 / 北緯42.49806度 西経96.39583度座標: 北緯42度29分53秒 西経96度23分45秒 / 北緯42.49806度 西経96.39583度に位置する。標高は1,135フィート (346 m) にある。
アメリカ合衆国国勢調査局に拠れば、市域全面積は56.0平方マイル (144.9 km2)、このうち陸地は54.8平方マイル (141.9 km2)、水面は1.2平方マイル (3.0 km2)で水域率は2.06%である。

### 都市圏
2000年の国勢調査では、スーシティ都市圏の4つの郡に143,053人の住人がいる。2008年時点では143,157人と推計されている。アメリカ合衆国行政管理予算局によって定義されるこの都市圏には次の5郡が含まれる（人口順）
- アイオワ州ウッドベリー郡
- ネブラスカ州ダコタ郡
- サウスダコタ州ユニオン郡
- ネブラスカ州ディクソン郡
- アイオワ州プリマス郡

これらのうち、ユニオン郡とディクソン郡の2郡は2003年に都市圏に追加された。実際にはウッドベリー郡、ダコタ郡およびユニオン郡だけが都市圏の性格があり、ディクソン郡は完全に田園地帯である。
プリマス郡はスーシティ都市圏の一部と考えられていないが、スーシティの最北部と北西部はプリマス郡に掛かっている。

### 気候
スーシティは北アメリカ大陸の中心に大変近く、主要な海洋とははるかに隔たっている。このために暑く湿度の高い夏、寒冷で雪の多い冬および幅広い温暖差という湿潤大陸性気候の特徴を持っている。夏の日中気温は 90°F(32℃) 台まで上がり、冬季は 0°F(−18℃) 以下まで下がる。
| 各月の平均および過去最高最低気温 |             |             |             |             |             |             |             |             |             |             |             |             |
| 月                               | 1月         | 2月         | 3月         | 4月         | 5月         | 6月         | 7月         | 8月         | 9月         | 10月        | 11月        | 12月        |
| 過去最高 °F(℃)                   | 71 (22)     | 71 (22)     | 91 (33)     | 97 (36)     | 102 (39)    | 108 (42)    | 108 (42)    | 104 (40)    | 103 (40)    | 94 (34)     | 81 (27)     | 70 (21)     |
| 平均最高 °F(℃)                   | 28.7 (-1.8) | 35 (1.7)    | 47.3 (8.5)  | 61.7 (16.5) | 73.2 (22.9) | 82.5 (28.1) | 86.2 (30.1) | 83.7 (28.7) | 76 (24.4)   | 63.7 (17.6) | 44.8 (7.1)  | 31.7 (-0.2) |
| 平均最低 °F(℃)                   | 8.5 (-13.1) | 15.3 (-9.3) | 25.7 (-3,5) | 37.3 (2.9)  | 49.2 (9.6)  | 58.5 (14.7) | 62.9 (17.2) | 60.6 (15.9) | 50.1 (10.1) | 38 (3.3)    | 24.8 (-4.0) | 12.8 (10.7) |
| 過去最低 °F(℃)                   | -26 (-32)   | -26 (-32)   | -22 (-30)   | -2 (-19)    | 25 (-4)     | 38 (3)      | 42 (6)      | 37 (3)      | 24 (-4)     | 12 (-11)    | -9 (-23)    | -24 (-31)   |
| 降水量 インチ (mm)               | 0.59 (15)   | 0.62 (16)   | 2 (51)      | 2.75 (70)   | 3.75 (95)   | 3.61 (92)   | 3.3 (84)    | 2.9 (74)    | 2.42 (61)   | 1.99 (51)   | 1.4 (36)    | 0.66 (17)   |
| Source: USTravelWeather.com      |             |             |             |             |             |             |             |             |             |             |             |             |

## 人口動態

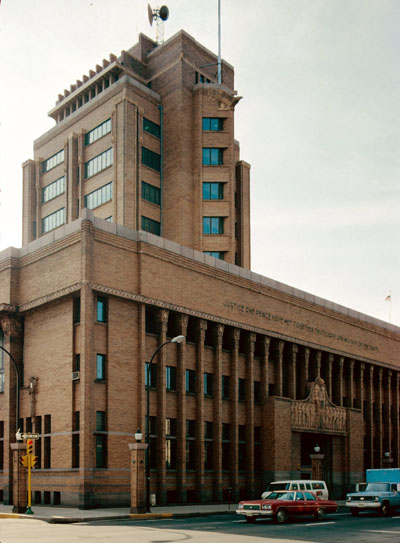
ウッドベリー郡庁舎

以下は2000年国勢調査による人口統計データである。
| 基礎データ - 人口: 85,013人 - 世帯数: 32,054世帯 - 家族数: 21,091家族 - 人口密度: 599.0人/km2（1,551.3人/mi2） - 住居数: 33,816軒 - 住居密度: 238.3軒/km2（617.1/mi2） 人種別人口構成 - 白人: 85.23% - アフリカン・アメリカン: 2.41% - インディアン: 1.95% - アジア人:2.82% - 太平洋諸島系: 0.04% - その他の人種: 5.27% - 混血: 2.28% - ヒスパニック・ラテン系: 10.89% 年齢別人口構成 - 18歳未満: 27.1% - 18-24歳: 11.0% - 25-44歳: 28.5% - 45-64歳: 20.2% - 65歳以上: 13.3% - 年齢の中央値: 33歳 - 性比（女性100人あたり男性の人口） - 総人口: 95.4 - 18歳以上: 92.2 | 世帯と家族（対世帯数） - 18歳未満の子供がいる: 33.4% - 結婚・同居している夫婦: 49.1% - 未婚・離婚・死別女性が世帯主: 12.2% - 非家族世帯: 34.2% - 単身世帯: 27.7% - 65歳以上の老人1人暮らし: 11.3% - 平均構成人数 - 世帯: 2.57人 - 家族: 3.14人 収入と家計 - 収入の中央値 - 世帯: 37,429米ドル - 家族: 45,751米ドル - 性別 - 男性: 31,385米ドル - 女性: 22,470米ドル - 人口1人あたり収入: 18,666米ドル - 貧困線以下 - 対人口: 11.2% - 対家族数: 7.9% - 18歳以下:15.0% - 65歳以上: 7.8% |

## 近郷、商業地区、郊外

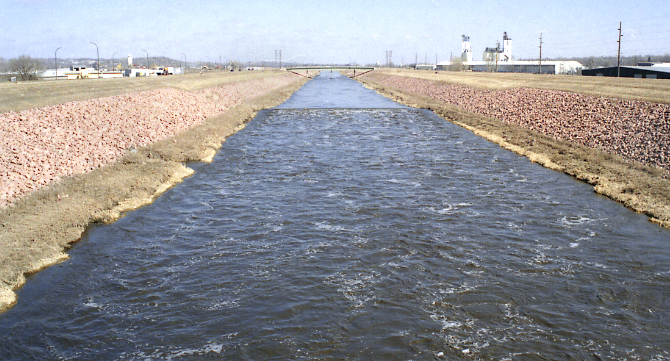
スーシティを流れるフロイド川

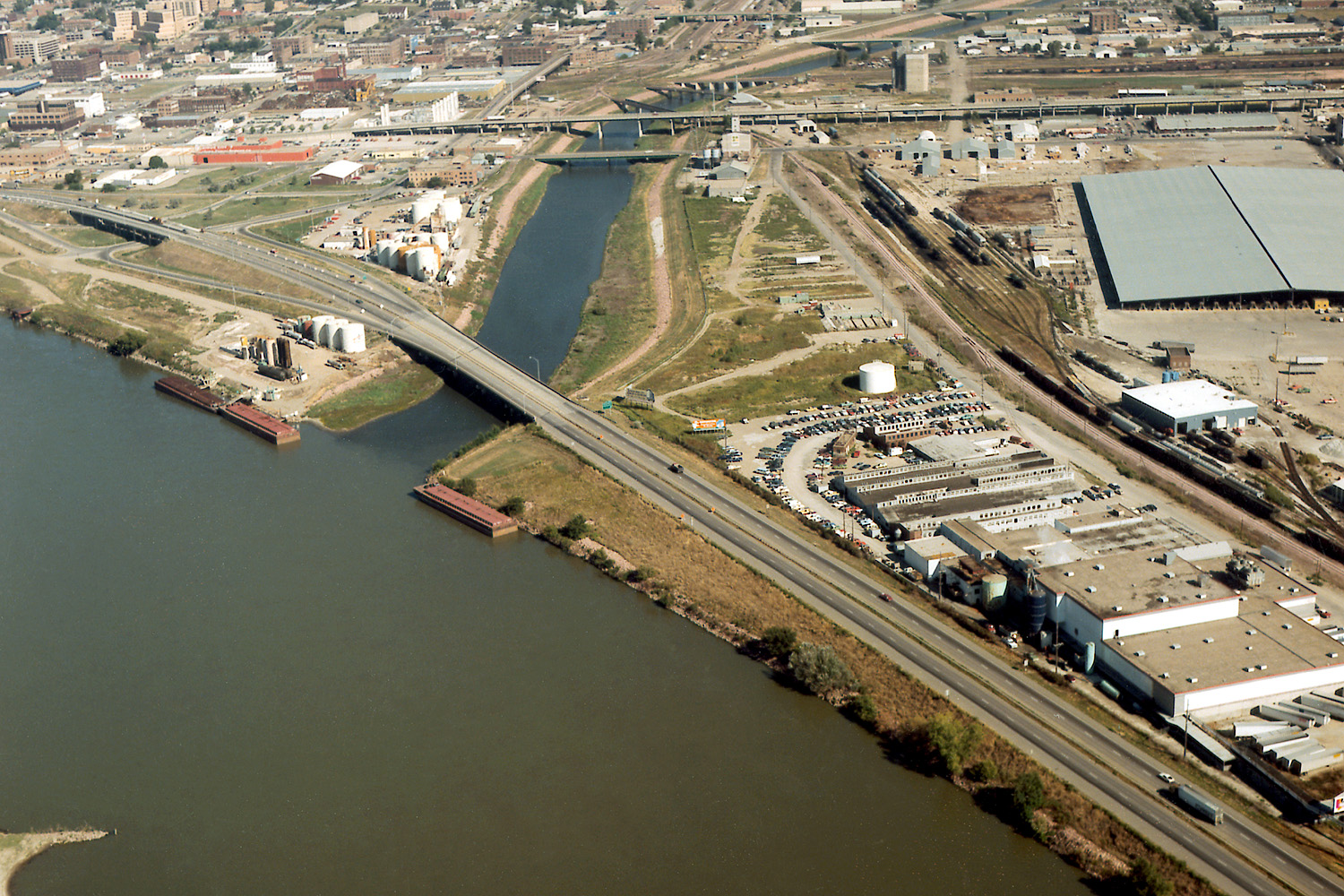
ミズーリ川とフロイド川の合流点

### 近くの地域社会
- ネブラスカ州サウス・スーシティ、ミズーリ川の対岸ネブラスカ州ダコタ郡内にある。人口は約12,000人であり、これまでスーシティの最大の郊外となっている。2003年にオールアメリカ・シティに表彰された。退役兵記念橋と州間高速道路129号線橋の2つの橋がスーシティとサウス・スーシティとを繋いでいる。
- ネブラスカ州ダコタシティ、サウス・スーシティの真南にある。ダコタ郡の郡庁所在地である。この市には大規模な牛肉加工工場がある。
- サウスダコタ州ノース・スーシティ、ビッグスー川の対岸、サウスダコタ州ユニオン郡内にある。多くのカジノがある。アイアムズ・ペットフード、インターベイク・フーズおよびコンピュータ会社のゲイトウェイなど幾つかの大きな製造業もこの市にある。
- サウスダコタ州ダコタデューンズ（デューンは砂丘の意）、サウスダコタ州東南端でスーシティの真西にある未編入「マスタープランド・コミュニティ」。建設は1989年頃に始められた。高価な新しい家屋、郊外スタイルのオフィスパーク、およびアーノルド・パーマーが設計したカントリークラブ・ゴルフコースがこの地域を特徴付けるものである。
- アイオワ州サージェント・ブラフ、スーシティの南境界に隣接する主に住宅地の郊外、スーシティ空港から東に1マイル (1.6 km) 足らずにある。

## 公園、リクリエーション施設、特筆すべき場所
- ストーン州立公園、スーシティの北西隅にあり、サウスダコタ州とアイオワ州の州境を見下ろしている。ストーン州立公園はロウエスヒルの北端近くにあり、粘土層の崖と草原からビッグスー川のアイオワ側岸に沿った堆積性岩層丘陵とバーオーク森林に遷移する地点である。長いいあいだピクニックやハイキングに人気があり、1980年代後半以降はマウンテンバイクの盛んな場所となってきた。
- ドロシー・ペコー自然センター、ウッドベリー郡の自然保護指定地、ストーン州立公園の境界内に位置する。蝶々の庭園が特異である。明確な舗道からは野生の七面鳥やオジロジカを普通に目にすることができる。
- タイソン催事センター、スーシティ中心街にある1万人収容の競技場 is a 10,000-seat arena located in downtown Sioux City.
- KDステーション、かってアメリカ合衆国国家歴史登録財に挙げられていたが、2006年の火事で損傷した。
- グランドビュー公園、中心街の北、ローズヒルの上流側、ノースサイドとザ・ハイツの間にある。市立野外音楽堂 が公園内にある。夏の日曜日夕方に開かれる市民バンド・コンサートがスーシティの長い伝統行事になってきた。サタディ・イン・ザ・パーク音楽祭が毎年開かれている。野外音楽堂背後には手の込んだあずまやや格子のアーチがある広大なバラ園があり、昔から野外結婚式、卒業記念ダンスパーティーなど特別の場合の写真撮影、日曜日夕方コンサートなど行事があるときの子供の遊び場として使われてきた。中心街にはアイオワ州で最大の歴史ある劇場、オーフィウム劇場もある。
- プラスキー公園、アメリカ独立戦争で戦ったポーランド出身のカジミエシュ・プワスキ将軍に因んで名付けられた。この公園は野球場があり、旧アメリカ国道75号線（サウスルイス・ブールバード）に沿ってモーニングサイド西部に位置する。大半がハーフムーン湖の埋め立て地に建設された。この湖は1890年代に家畜飼育場近くでミズーリ川に架かる鉄道鉄橋のアプローチを建設するために埋め立てよう土砂を掘ることでできたものだった。公園を見下ろす崖の近くは古くリトアニア人やポーランド人移民が入植した所であり、彼等の多くは20世紀初期に食肉加工産業で働いた。
- レイサム公園、モーニングサイドの住宅地域にあり、市域内で唯一私有の公開されている公園、1937年にクララ・レイサムの遺志により信託された。レイサム家は1815年に1エーカー (4,000 m2) の敷地内に家屋を建設していた。この家と敷地は現在、レイサム公園友愛会によって修復中である。

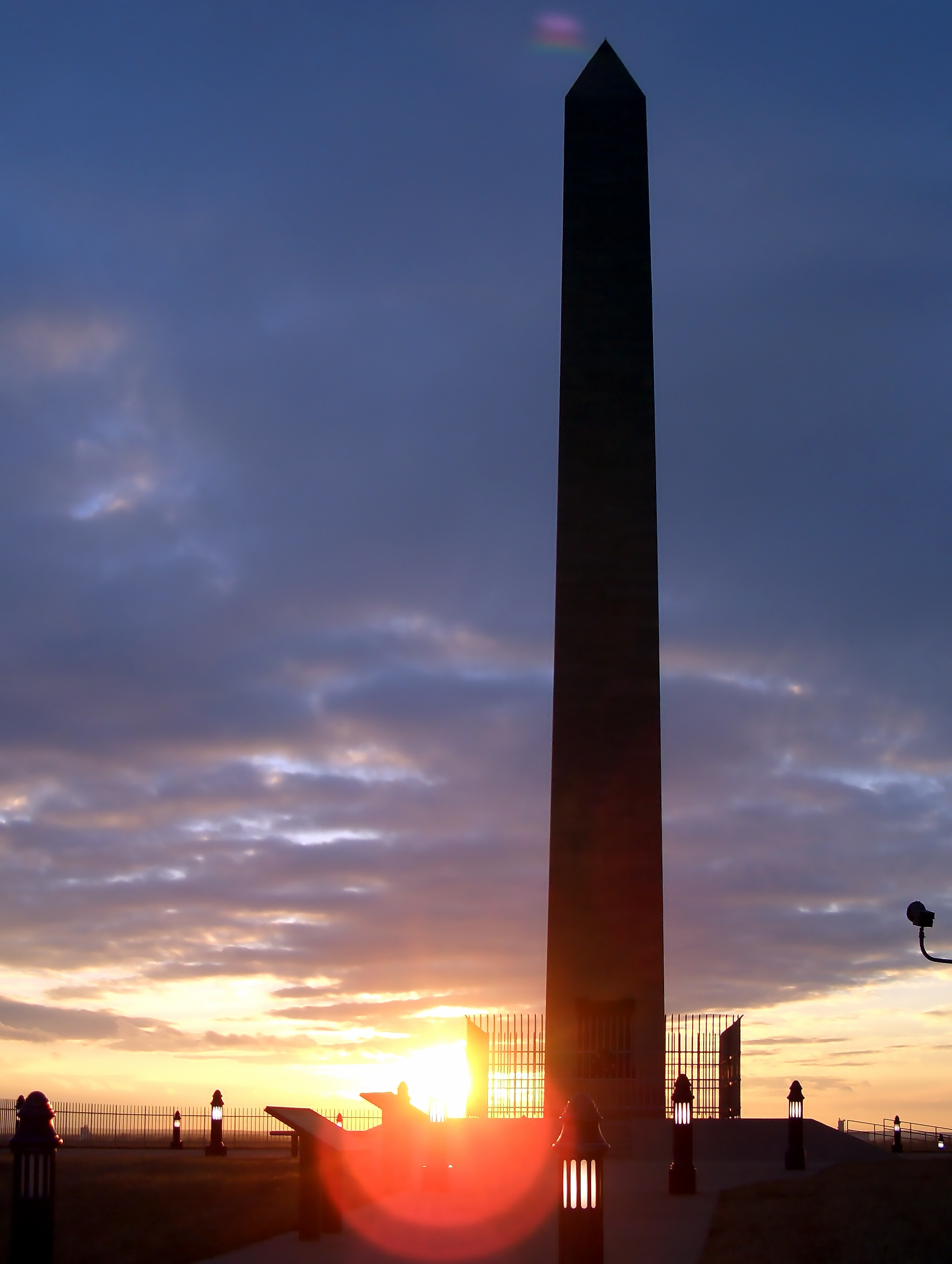
フロイド軍曹記念碑

- フロイド軍曹記念碑、ルイス・クラーク探検隊で唯一途中で死亡したアメリカ軍人チャールズ・フロイド軍曹の埋葬地を記念するもの。ミズーリ川渓谷を見晴らす川側の高い崖上にある23エーカー (9.2 ha) の公園に高さ100フィート (30 m) のオベリスクがあり、アメリカ合衆国国定歴史建造物に登録されている。
- 最初の花嫁の墓、サウスラビン公園の隅にあり、スーシティでは最初の花嫁の墓に続く一連の小道、舗道、階段がある。花嫁の名前はロザリー・メナードと言い、1838年生まれだった。その父ルイス・メナードと母クランヘイウィン・メナードの間に生まれた7人兄弟の1人だった。兄弟の構成は女3人、男4人だった。1852年のどこかで、家族がペリークリークとミズーリ川に挟まれた地域に移転した。そこでは、ジョセフ・レオーネと知り合うようになった。彼はルイス・メナード同様フランス系カナダ人の毛皮罠猟師であり、この地域に家を持つことにした。ロザリーとジョセフは1853年に旅のカトリック教牧師の仲介で結婚した。このときロザリーは10代で、ジョセフは29歳だった。この夫婦には4人の子供が生まれ、ジョセフ2世、ジョセフィーヌ、ロザリーおよびウィリアムと名付けた。結婚当初はペリークリーク側にジョセフが立てた丸太小屋に住んだ。現在では2番街とウォーター通りに近い所である。夫妻は後にフロイド川沿いの農園に移転した。1865年、末っ子のウィリアムを出産した直後にロザリーは29歳で亡くなった。ロザリーはアメリカ生まれではない者でスーシティでの初めての花嫁となり、この肩書きを貰った。
- ウォーイーグル公園、初期開拓者に友好的だったヤンクトン・スー族インディアンの酋長ワンブリ・オキサイズ（1851年没）に因んだ名前の公園、印象的な記念碑がビッグスー川とミズーリ川の合流点を見下ろしている。彫像は酋長の指導者と調停者としての役割を表し、鷲の羽根の帽子を被り、平和のパイプを持っている。
- リバーサイド公園、ビッグスー川岸にある。市内でも最古のレクリエーション地であり、スーシティ・ボートクラブやスーシティ市民劇場がある。この公園は地域でも最初の白人開拓者セオファイル・ブルギエがかって所有していた土地にある。当初の 小屋 が公園内に保存されている。
- ベイコンクリーク公園、モーニングサイドの北東にあり、釣り、貸しカヌーおよび景観の良い歩道を楽しめる。
- クリス・ラーセン公園、非公式には「ザ・リバーフロント」、川舟カジノの発着点、2004年に開設され、アンダーソン・ダンス・パビリオン、フロイド軍曹川舟博物館、ルイスとクラーク解説センター がある。2005年にビバリーズの高級レストランを含め、MLRタイム・マリーナ地区のオープンで大規模なミズーリ川開発が始まった。
- ゴルフコース、市民公園および水路、スーシティには、モーニングサイドのフロイドパーク、サザンヒルズに近いグリーンバレー、ウエストサイド北のサンバレーおよび近くのプリマス郡にあるヒッドンエーカーズなど、二幾つかの市営パブリック・ゴルフコースがある。またスーシティ・カントリークラブ、サザンヒルズ・カントリークラブおよびウィスパリングクリーク・ゴルフクラブなど、多くの私営ゴルフコースもある。53箇所に1,132エーカー (4.5 km2) を超える公的公園があり、美しい川岸やかなりの距離のレクリエーション歩道もある。5つの公営水泳プールと水路のセンターがスーシティの地区内にある。
- スーシティ公営博物館、素晴らしいビクトリア様式の邸宅のあるノースサイド地区にある。ポーチコと切り妻のある石造り建物は当初銀行家 ジョン・パース の邸宅で1890年に建てられた。この博物館にはインディアン、探検家、初期のスーシティ、および自然史の展示物がある。
- スーシティ芸術センター、公共事業促進局による芸術に対する支援として1938年創設、この芸術センターはアイオワ州や中西部全体出身の芸術家を支援している。また国内国外の芸術家作品を幅広く取得する計画があり、トマス・ハート・ベントン、サルバドール・ダリ、ケーテ・コルヴィッツ、ロバート・マザーウェル、クレス・オルデンバーグ、ジェイムズ・アボット・マクニール・ホィッスラーおよびグラント・ウッドの重要な作品を集めている。中心街にある。
- スーシティ・シンフォニーオーケストラとスーシティ市民バンド
- ウッドベリー郡郡庁舎
- オーフェウム劇場
- スーシティ市民劇場
- スーシティルイスとクラーク解説センター、現在のスーシティを通ったルイス・クラーク探検隊の解説を行う

## メディア

### テレビ局
- KTIV、チャンネル 4, NBC系列
- KCAU、チャンネル 9, ABC系列
- KMEG、チャンネル 14, CBS系列
- KSIN、チャンネル 27, 公共放送サービス会員局
- KPTH、チャンネル 44, Fox系列

### ラジオ局

#### FMラジオ局
- K-LOVE、88.9、コマーシャルの無い現代キリスト教音楽、カスタナでは 107.5 でも聴くことができる
- KMSC-FM、92.9、モーニングサイド・カレッジが運営
- KWIT、90.3、公共ラジオ、西アイオワ工業コミュニティカレッジ が運営
- KGLI、95.5、"KG95" -- アダルト・コンテンポラリー・ミュージック、以前はトップ40を流していた、1983年放送開始
- KSEZ、97.9、"Z98" -- アクティブロック音楽（クラシックとニューロック）、1980年代に元トップ40局"Rock 98"
- KKMA、99.5、"Kool 99.5" -- 名曲、元はアダルト・コンテンポラリー・ミュージック"Magic 99"、1980年代初期のコールサインKZZLはイージーリスニング形態、アイオワ州サイクロンズ・アスレティックスの本拠
- KKYY、101.3、"Y101.3" -- カントリーミュージック、地域では一番新しいFM局
- KZSR、102.3、"102.3-JackFM"（元は"102.3 Bob-FM"） -- "アダルトヒッツ"局、Bob-FMとして2006年3月13日に開局
- KTFC、103.3、宗教放送局（"中西部聖書ラジオ"）
- WNAX-FM、104.1、カントリー、ヤンクトンから発信、低出力変換装置K283AGでスーシティに 104.5 FM で流しているが、どちらの周波数でも聴取可能である。以前はオールディーズ、名曲 KCLH、1990年代はトップ40の KQHU "Q104"だった。
- KSUX、105.7、"The SuperPig, K-Sioux 105.7"、1990年秋の開局以来カントリーミュージックを流している
- KSFT-FM、107.1、"Kiss 107FM" -- 2006年3月13日時点でトップ40局、元はアダルト・コンテンポラリー・ミュージック、1990代半ばに開局

#### AMラジオ局
- WNAX、570、トークと農園ニュース、ヤンクトンから発信、アメリカ合衆国中西部の北部大半をカバーする広域局
- KMNS、620、スポーツトーク、以前は"62 Country"
- KSCJ、1360、トーク、スーシティからのコールサインJournal
- KWSL、1470、"Superhits 1470 KWSL"、オールディーズ、以前は'La Preciosa'のブランドでスペイン音楽を流していた。

### 印刷物
- スーシティ・ジャーナル、日刊紙、スーシティ都市圏、東は西アイオワ北はサウスダコタ州境まで
- ダコタ郡スター、週刊新聞、ネブラスカ州北東部
- スーシティイスパノス・ウニドス、隔週刊のスペイン語新聞
- ザ・ウィークエンダー、週刊芸術と娯楽の雑誌、スーシティ都市圏、東は西アイオワ北はサウスダコタ州境まで

## スポーツ
スーシティ・バンディッツはアリーナ・フットボールのチームであり、ユナイテッド・カンファランスのインドアフットボール・リーグに属する。タイソン催事センターをホームにする。2005年のユナイテッドボウルIでスーフォールズ・ストームに破れた。
スーシティ・イクスプローラーズは独立系プロ野球リーグのアメリカン・アソシエーションでプレイする非傘下野球チームである。ルイス・アンド・クラーク公園をホームにする。1999年に最高の記録を残し、2002年のプレイオフで初めて勝った。
スーシティ・マスケッティアーズはアイスホッケーのチームである。ユナイテッドステイツ・ホッケーリーグに所属する。タイソン催事センターをホームにする。1972年にリーグに参加した。準優勝2回、アンダーソン杯優勝2回、クラーク杯優勝3回、2004年から2005年のシーズンでも準優勝だった。1985年から1986年のシーズンでゴールド杯優勝1回、2004年から2005年のシーズンで西地区プレイオフ勝者になった。1試合入場者数の最高は6,010人。最高勝ち数は1985年から1986年のシーズンで42。

## 著名な出身者
- ジョン・W・アルドリッジ、テネシー州で成長、文芸評論家、1951年出版『失われた世代の後:2つの大戦の作家に関する研究』の著者
- デイブ・バンクロフト、メジャーリーグベースボール遊撃手、アメリカ野球殿堂入り、渾名は"ビューティ"
- ベン・バーンスタイン、ジャズ、ブルーグラスおよびロックのベース奏者、ニューモンスーンのメンバー
- ジョー・バイセニアス, メジャーリーグベースボール、フィラデルフィア・フィリーズの救援投手、ビショップヒーラン高校卒業
- ジョニー・ボーリン、10代の時にコロラド州ボルダーに転出、ブラックオーク・アーカンザスのロック・ドラマー、トミー・ボーリンの兄弟、2008年時点でスーシティ在住
- トミー・ボーリン、10代の時にコロラド州ボルダーに転出、ロック・ギターの名手、ディープパープルとジェイムス・ギャングのメンバー、ソロ演奏家になったこともある
- ブランドン・ブルックス、量子力学で指導的学者、電子計算機のSIAMジャーナル記事で「Qubits」という言葉を初めて使った
- ミルドレッド・ブラウン、アフリカ系アメリカ人ジャーナリスト、教師をしていたときにスーシティ在住、オマハに移転して夫のE・ギルバートと共に「オマハ・スター」を創刊、
- マクドナルド・カーリー、俳優、テレビドラマ『デイズ・オブ・アワ・ライブス』の家長を長く務めた
- エリック・カーター、カンザス州下院議員
- マット・チャザム、アイオワ州ニュートン生まれ、アメリカンフットボールのニューヨーク・ジェッツでラインバッカー
- ジョージ・E・"バッド"・デイ大佐、アメリカ空軍、ベトナム戦争で捕虜、名誉勲章受章者、ダグラス・マッカーサー将軍以来アメリカ軍で最も勲章の多い軍人、スーシティ空港はバッド・デイ大佐に因んで名付けられ、また6番街（バッド・デイ閣下通り）も同様である
- ジャロッド・デジョージア、カリフォルニア州ロムポック生まれ、その経歴の大半をスーシティで過ごしたアリーナ・フットボール元選手。1994年メジャーリーグベースボールのドラフトでセントルイス・カージナルスに指名された。現在は室内フットボールのプロチーム、スーシティ・バンディッツのヘッドコーチとフットボール運営の支配人。
- W・エドワーズ・デミング（1900年-1993年）、アイオワ州ポークシティで成長、統計学者、品質管理のエキスパート、日本の品質管理と経営手法の改善に貢献した。デミング賞は彼の栄誉を称えて名付けられた。
- シャロン・ファレル、映画とテレビに多数出演した女優、本名シャロン・フォースモー
- ゼロン・フレミスター、アメリカンフットボールNFLの選手、オークランド・レイダース
- エスター・フリードマンとポーリン・フリードマン、アン・ランダースとアビゲイル・ヴァン・ビューレンとしての方が有名、セントラル高校卒業、
- "スーシティ" リック・ムーア、ダン・"ダー"・ルーフ、ジャロッド・ポールセン メタルロック・バンドのゴーストシップのメンバー
- ペギー・ギルバート、ジャズ・サキソフォン奏者、バンドリーダー
- ダン・ゴルディー、元テニス選手、プロテニス選手協会で2度シングルスに優勝
- フレッド・グランディ、ニューハンプシャー州のフィリップス・イグゼター・アカデミーとハーバード大学卒、俳優、議員、グッドウィルのCEO、現在はワシントンD.C.のWMALラジオで朝の運転タイムジョッキー
- ディック・グリーン、サウスダコタ州ラピッドシティで成長、メジャーリーグベースボールのカンザスシティ・ロイヤルズとオークランド・アスレチックスで二塁手
- ウィリアム・L・ハーディング、アイオワ州シブリー生まれ、アイオワ州知事（1919年-1921年）
- ジュールズ・ハーロー、保守的なユダヤ教ラビ、典礼学者
- スコット・ヘス、ジャズ・ギター奏者、バンドリーダー
- カーク・ハインリック、NBAのシカゴ・ブルズのガード
- ノア・ホルコーム、プロの自転車選手
- ハーディ・ホプキンス、アメリカ合衆国商務長官、誕生直後にカウンシルブラフに移転、第二次世界大戦の時にフランクリン・ルーズベルトの補佐官
- ジョルジュ・コワリ（1913年-2006年）、18歳の時にソビエト連邦に移住、ソ連の原子力関連スパイ"デルマー"、マンハッタン計画に潜入した唯一のソ連エージェント[10]
- ロバーロ・ローリー、クラシック・クラリネット奏者
- アル・マッキントッシュ、ノースダコタ州パークリバーで生まれた、著名な新聞編集者、その論説はケン・バーンズのドキュメンタリー『戦争』で使われた。
- ジェリー・マザーズ、子供の時にカリフォルニア州に移転、テレビの"Leave It To Beaver"でビーバー・クリーバー役
- ダニエル・"ダニー"・マトーセック、ザ・ブレアーズのリードボーカルでギター奏者、セントラル高校卒
- ジョン・メルヒャー、モンタナ州選出のアメリカ合衆国上院議員（1977年-1989年）
- ロリ・ペティ、テネシー州チャタヌーガ生まれ、映画『A League of Their Own』でジーナ・デイビスとトム・ハンクスの相手役を務めたことで知られる女優
- フランシス・ラファティ、9歳の時にカリフォルニア州ロサンジェルスに移転、1940年代とテレビ初期のMGM女優、ホームコメディ『12月の花嫁』でスプリング・バイイントンの相手役を務めたことで知られる
- アン・ロイアー、画家、彫刻家
- ローレンス・シャル、オールアメリカン・フットボール選手、第一次世界大戦のフランスで戦死
- エドワード・J・スパーリング、ベラルーシのスウツク生まれ、ユダヤ人ユーモア作家
- モーガン・テイラー、1924年パリ・オリンピックの400メートル障害レースでオリンピック記録を出し、金メダルを獲得した
- テッド・ウエイトとノーマン・ウエイト、ゲートウェイの共同設立者
- ブライアン・ワンシンク -- コーネル大学教授、『思慮の無い食事: 何故考えている以上に食べるのか』の著者
- オイエール・ワトキン、1930年代から1950年代のラジオ、映画およびテレビの才能有り多作な性格俳優、初めのスーパーマン・シリーズでデイリー・プラネットの編集者ペリー・ホワイトの役、および1940年のW・C・フィールズの映画『The Bank Dick』での銀行家の役で知られる
- ドン・ウェンガート、元プロ野球選手、1995年から2001年にメジャーリーグの投手

## 姉妹都市
スーシティはルイジアナ州レイクチャールズ市と姉妹都市である。